# Tagish Highland
Tagish Highland je horská oblast na vnitrozemské straně nejsevernější části pohoří Boundary Ranges v Pobřežních horách. Nachází se na severozápadě Britské Kolumbie od jezera Atlin do oblasti průsmysku u vesnice Champagne mezi řekami Alsek River a Yukon v Yukonu. Podle některých klasifikačních zdrojů, stejně jako v lokální terminologii, je Tagish Highland považován za součást Boundary Ranges, stejně jako na jihu sousedící Tahltan Highland. Podle Kanadské horské encyklopedie je však součástí systému neoficiálně označovaného jako Interior Mountains. Tagish Highland není vysoká ani ledovcová oblast jako některé sousedící v Boundary Ranges, ale krajina je velmi drsná a panují zde extrémní obměny počasí.